# Бабич Дмитро Олексійович
Бабич Дмитро Олексійович (нар.14 липня 1980 р. в місті Калинівка, Вінницької області) — український політичний та громадський діяч, підприємець. Займається реалізацією програм з альтернативної енергетики.

## Ранні роки
Народився 14 липня 1980 року в місті Калинівка Вінницької області. Будучи дитиною, переїхав з батьками у Якутськ, де тато отримав роботу. В Якутську пішов у школу і провчився там до 7-го класу. Закінчував школу вже в рідній Калинівці.
|  | Про дитинство в мене дуже яскраві і колоритні спогади. На свято 1-ше вересня у якутському місті Кизил Сир падав сніг і розпочиналась зима, яка тривала по 6-8 місяців. Закривали школу лише при температурі нижче -55 градусів. Літо було коротке і спекотне, а навколо дуже багато комарів та мошкари. Зате в лісі багато різних ягід, а ще вовки та ведмеді... Часто на літо приїздили в Україну та в Казахстан, де в мене велика родина. Там перед нашим домом відкривався неймовірний краєвид на гори Джунгар-Алатау (гірська система Казахстана між Алтаєм та Тянь-Шанем), а за домом були степи та поля, де ми з братами та сестрами катались на конях |

## Освіта
У 2004 році закінчив Київський інститут міжнародної економіки та підприємництва за спеціальністю «Економіка і підприємництво».
Другу вищу освіту здобув у 2008 році в Київському національному торговельно-економічному університеті, спеціальність «Економіка підприємства».
|  | «Професію вибирав інтуїтивно. Завжди приваблювала перспектива займатись власною справою, пошук нових можливостей і не стандартних рішень. Тому й зупинив свій вибір на економічних науках. А ставши депутатом Київської обласної ради, прагнув відповідати викликам нової посади, що потребує певних знань та вмінь, тому вступив у Національну академію державного управління при Президентові України на спеціальність «Управління суспільним розвитком», яку закінчив у 2014 році». |

Не зупиняючись на досягнутому, Дмитро Бабич продовжив навчання і в 2015 році став випускником Харківського національного університету міського господарства ім. О. М. Бекетова, спеціальність «Електротехнічні системи електроспоживання».

## Особисте життя
Батько — Бабич Олексій Леонідович (1957 р.н.) Мати — Бабич Батіма Нігметівна (1960 р.н.). 
Сімейний стан: одружений, виховує доньку.

## Бізнес-кар'єра
Ще будучи студентом, Дмитро Бабич починає працювати в ТОВ «Ферум» заступником директора, а згодом і на посаді комерційного директора. (Загалом, працював на даному підприємстві з березня 1998 р. по квітень 2008 р.)
У 2008 році стає радником Міністра охорони навколишнього природного середовища України.
Згодом, з 2008 по 2009 рік працює начальником Державного управління охорони навколишнього природного середовища у Вінницькій області.
Протягом трьох років до жовтня 2012 року очолює наглядову раду ТОВ «Гніванський шиноремонтний завод»
З 2012 р. по 2013 р. працює директором з розвитку в ТОВ «Подільська енергетична компанія».
У 2014 р. — заступник генерального директора ТОВ «Вінниця енергосервіс».
З 2015 р. по теперішній час — голова наглядової ради ТОВ «ЄВРОСОЛАР».
З 2005 року співвласник ТОВ «Острозька вода».
Акціонер та співвласник компаній з альтернативної енергетики: «ЄВРОСОЛАР», «Вінниця-енергосервіс», «Подільська енергетична компанія».
|  | "Після заснування компанії "Вінниця-енергосервіс" та відкриття нашої першої сонячної електростанції, майже одразу зіткнулись з сильним адміністративним тиском. Після трьох місяців роботи почались тотальні перевірки, зросли податки, зрізали тариф (ціну на "зелену" енергетику). Місцева влада чинила тиск, щоб ми заводили її представників в засновники компанії. В Європі для молодих компаній в цій галузі існують преференції та податкові канікули, а у нас в таких умовах не кожен ризикне працювати. Тільки чесна робота по всіх стандартах і законах допомагає відбивати постійні атаки від різних держструктур... Наша компанія вже вийшла на міжнародний ринок. На даний час ведемо енергетичні програми в Казахстані, співпрацюємо з їх компаніями, надаємо консультаційні послуги". |

## Політична і громадська діяльність
На даний час Дмитро Бабич є радником з питань енергоефективності голови Рівненської обласної ради.
Був депутатом Тростянецької районної ради у Вінницькій області (2005—2007 рр.) та депутатом Київської обласної ради в 2010—2015 році.
В 2015 році на місцевих виборах балотувався, як самовисуванець, на посаду міського голови Ржищева (місто обласного підпорядкування в Київській області). За результатами голосування посів друге місце, програвши 200 голосів діючому меру.
В 2010 році заснував Благодійний фонд «Добрі справи».
З 2013 року Дмитро Бабич очолив Громадську організацію «Всеукраїнське культурне товариство казахів».
З 2015 року — голова Громадської організації «Чесна справа».
|  | "У мене завжди була активна громадянська позиція та власне бачення розвитку нашої держави. Великою мірою власний бізнес, як окремий мікросвіт, теж формує розуміння основних проблем, потреб і шляхів розвитку суспільства. Моє рішення розпочати політичну кар'єру - це бажання створити реальні механізми для реалізації якісних реформ, через які розпочнуться конкретні позитивні зміни в нашій країні". |

## Хобі
Більярд, вільна боротьба. В 2015 році став Віце-президентом Національної федерації змішаних єдиноборств ММА України.

## Державні нагороди та відзнаки
Активна професійна діяльність (проекти в сфері альтернативної енергетики) та громадська робота були відзначені державними нагородами: Почесна грамота Київської обласної державної адміністрації;
Подяка Київської обласної ради;
ОРДЕН «За високий професіоналізм» Всеукраїнського фонду сприяння міжнародному спілкуванню «Українське народне посольство»;
ОРДЕН Святого Миколая Чудотворця ІІІ ступеня вручений Українським народним посольством.

## Публікації у ЗМІ
- Крок до ЄС: як «зелена енергетика» наближає Україну до євромрії [Архівовано 17 серпня 2016 у Wayback Machine.]
- Дмитро Бабич: відмова від зеленого тарифу стане кінцем шляху до енергонезалежності [Архівовано 3 січня 2016 у Wayback Machine.]
- Бабич: «За ММА — майбутнє бойових мистецтв, бо це — справжній, чоловічий, яскравий вид спорту» [Архівовано 5 серпня 2020 у Wayback Machine.]

## Корисні посилання
- Дмитро Бабич — Офіційний сайт
- Фейсбук Дмитра Бабича